# Мартынов, Владимир Владимирович
Влади́мир Влади́мирович Марты́нов (укр. Володимир Володимирович Мартинов; род. 6 апреля 1976, Темиртау, Карагандинская область) — украинский футболист, полузащитник и российский футбольный тренер. Мастер спорта Украины.

## Биография
Родился в Темиртау, ныне Казахстан. Воспитанник СДЮШОР «Таврии», тренер — Леонид Чернов.
Выступал за команды: «Таврия», «Динамо» из города Саки, «Прикарпатье», «Закарпатье», ивано-франковский «Спартак», донецкий «Металлург», «Заря». В «Крымтеплице» был капитаном команды.
С заслуженным тренером Украины Анатолием Заяевым играл в 2-х командах: «Таврии» и «Прикарпатье». В высшем дивизионе провёл 42 матча, забил 2 мяча. В 2006 году из-за несложившихся отношений с наставником «Крымтеплицы» перешёл в «ИгроСервис» и стал капитаном этого клуба.
В 2014 году принял российское гражданство и возглавил клуб ТСК. 21 июля 2015 года стал тренером Евпатории. 1 января 2017 года стал главным тренером «Евпатории». В апреле 2017 года принял участие во Всемирных играх ветеранов спорта в Новой Зеландии.
24 июня 2018 года назначен главным тренером клуба «Кызылташ». В ноябре того же года подал в отставку. 1 апреля 2019 года назначен главным тренером клуба «ТСК-Таврия», но уже в ноябре покинул свой пост из-за тяжёлой экономической ситуации в клубе.

## Достижения
Как игрок
- Финалист Кубка Украины: 1993/94
- Бронзовый призёр Первой лиги Украины: 2004/05

Как тренер
- Победитель чемпионата Крыма: 2017/18